# Sobinka
Sobinka (en russe : Собинка) est une ville de l'oblast de Vladimir, en Russie, et le centre administratif du raïon de Sobinka. Sa population s'élevait à 17 444 habitants en 2021.

## Géographie
Sobinka se trouve sur la rive droite de la rivière Kliazma, à 31 km au sud-ouest de Vladimir et à 132 km à l'est-nord-est de Moscou.

## Histoire
Sobinka fut nommée Komavangard (Комавангард) pendant une courte période dans les années 1920. Elle accéda au statut de commune urbaine en 1927 puis à celui de ville en 1939.

## Population
Recensements (*) ou estimations de la population
| 1897* | 1923* | 1926*  | 1939*  | 1959*  | 1970*  |
| ----- | ----- | ------ | ------ | ------ | ------ |
| 5 500 | 9 600 | 12 932 | 18 162 | 20 511 | 22 943 |

| 1979*  | 1989*  | 2002*  | 2010*  | 2012   | 2013   |
| ------ | ------ | ------ | ------ | ------ | ------ |
| 23 646 | 23 720 | 21 054 | 19 482 | 19 179 | 18 961 |

| 2021*  | - | - | - | - | - |
| ------ | - | - | - | - | - |
| 17 444 | - | - | - | - | - |

## Personnalités
- Kim Britov (1925-2010), artiste peintre de l'École de Vladimir, né à Sobinka.